# جيرالد مان
جيرالد مان (بالإنجليزية: Gerald Mann)‏ هو لاعب كرة قدم أمريكية ومحامي وسياسي أمريكي، ولد في 13 يناير 1907 في سولفر سبرينغز في الولايات المتحدة، وتوفي في 6 يناير 1990 في دالاس في الولايات المتحدة.